# Finestra rotonda
La finestra rotonda è una membrana dell'orecchio interno, dalla misura di 2,5 mm², che si rapporta con la cassa timpanica.

## Caratteristiche
Situata più in basso rispetto all'ovale, agisce in controfase al movimento «a pistone» che svolge la staffa. Questa trasmette le vibrazioni acustiche all'endolinfa (liquido incomprimibile) contenuta nel labirinto. Il suo movimento è permesso dall'elasticità di tale finestra.

## Problematiche correlate
L'assenza della finestra rotonda, oppure il suo sviluppo irregolare, incidono sulla staffa il cui movimento spinge il liquido verso la coclea provocando l'ipoacusia.
In casi più gravi, può comportare la perdita totale dell'udito. Tale condizione può dipendere anche da un'otosclerosi.